# Federico Redondo
Pour les articles homonymes, voir Redondo (homonymie).
Federico Redondo, né le 18 janvier 2003 à Madrid en Espagne, est un footballeur argentin qui évolue au poste de milieu défensif à l'Elche CF.

## Biographie

### En club

#### Argentinos Juniors (2022-2024)
Né à Madrid en Espagne, Federico Redondo est formé en Argentine par l'Argentinos Juniors qu'il rejoint à l'âge de dix ans. Le 17 décembre 2021, Redondo signe son premier contrat professionnel avec son club formateur.
Redondo fait sa première apparition en professionnel le 11 juillet 2022, lors d'une rencontre de championnat contre le CA Tigre. Il entre en jeu à la place de Nicolás Reniero (en) et son équipe l'emporte par deux buts à un,.
Redondo inscrit son premier but en professionnel le 25 avril 2023, à l'occasion d'une rencontre de championnat face au Gimnasia y Esgrima La Plata. Il est titularisé mais ne peut empêcher la défaite de son équipe (2-4 score final),.

#### Inter Miami
En février 2024, Federico Redondo s'engage à  l'Inter Miami.
Il dispute son premier match avec sa nouvelle équipe le 7 mars 2024 en huitièmes de finale allerCoupe des champions CONCACAF face à Nashville (2-2).

#### Elche CF
Le 14 août 2025, Federico Redondo rejoint l'Espagne afin de signer en faveur de l'Elche CF pour un contrat de cinq ans, soit jusqu'en juin 2030.

### En sélection

#### Moins de 20 ans
Federico Redondo représente l'équipe d'Argentine des moins de 20 ans. Il est retenu avec cette équipe par le sélectionneur Javier Mascherano afin de participer à la coupe du monde des moins de 20 ans en 2023. Lors de cette compétition organisée en Argentine il joue quatre matchs dont deux comme titulaire. Son équipe est éliminée en huitièmes de finale par le Nigeria,.

#### Moins de 23 ans
En décembre 2023, il est convoqué par Javier Mascherano en équipe d'Argentine olympique pour disputer le tournoi pré-olympique au Venezuela.  L'équipe argentine termine deuxième de la compétition et se qualifie pour les Jeux olympiques 2024.

## Vie privée
Federico Redondo est issu d'une famille de footballeurs. En effet, il est le fils de l'ancien milieu de terrain international argentin, Fernando Redondo. Il est également le petit-fils de Jorge Solari, et donc le neveu de Santiago Solari et Esteban Solari. Augusto Solari est également un cousin de Federico,.

## Statistiques

### En club
| Saison                | Club                  | Championnat           | Championnat | Championnat | Coupe nationale | Coupe nationale | Coupe de la Ligue | Coupe de la Ligue | Supercoupe | Supercoupe | Compétition(s) continentale(s) | Compétition(s) continentale(s) | Compétition(s) continentale(s) | Total | Total |
| Saison                | Club                  | Division              | M.          | B.          | M.              | B.              | M.                | B.                | M.         | B.         | Comp.                          | M.                             | B.                             | M.    | B.    |
| 2022                  | Argentinos Juniors    | Primera División      | 13          | 0           | -               | -               | -                 | -                 | -          | -          | -                              | -                              | -                              | 13    | 0     |
| 2023                  | Argentinos Juniors    | Primera División      | 21          | 1           | 3               | 0               | 14                | 1                 | -          | -          | CL                             | 7                              | 0                              | 45    | 2     |
| Sous-total            | Sous-total            | Sous-total            | 34          | 1           | 3               | 0               | 14                | 1                 | -          | -          | -                              | 7                              | 0                              | 58    | 2     |
| 2024                  | Inter Miami           | MLS                   | -           | -           | -               | -               | -                 | -                 | -          | -          | CC                             | 1                              | 0                              | 1     | 0     |
| Total sur la carrière | Total sur la carrière | Total sur la carrière | 34          | 1           | 3               | 0               | 14                | 1                 | -          | -          | -                              | 8                              | 0                              | 59    | 2     |